# Écologie globale
L'écologie globale,, étudie l'écologie à l'échelle de l'écosphère ou de la biosphère (totalité des milieux occupés par des êtres vivants).

## Histoire
Selon Robert Barbault, le père de l'écologie globale (au sens d'écologie de la planète) est le géochimiste Wladimir Verdnasky (1863-1945) avec son ouvrage La biosphère publié en 1926 en russe et en 1929 en français.

## Description
Cette science est très complexe car il est souvent considéré comme extrêmement difficile de mettre en évidence les relations existant à l'intérieur d'un écocomplexe.
Au niveau global, on peut toutefois étudier divers paramètres :
- Les cycles biogéochimiques :
  - Cycle de l'eau
  - Cycle du carbone
  - Cycle de l'azote
  - Cycle de l'oxygène
  - Cycle de l'hydrogène
  - Cycle du phosphore
  - Cycle du soufre
- Le réchauffement climatique
- La circulation océanique
- La biodiversité
- La déforestation
- L'atmosphère
- L'hydrosphère
- La lithosphère
- La biosphère

Cette discipline nécessite des études de terrain, mais aussi l'étude d'images satellitaires.